# Goodput
In telecomunicazioni e informatica, nell'ambito delle reti di telecomunicazioni, si definisce goodput, la quantità di dati utili trasferiti nell'unità di tempo sul canale fisico di comunicazione tra due nodi e misurata in bit/s.

## Descrizione
Si ottiene a partire dal throughput totale scartando la extrainformazione o informazione di servizio (overhead) associata ai protocolli dei vari strati architetturali cioè tutte le varie intestazioni (header) aggiuntive e gli eventuali pacchetti di segnalazione nel canale di ritorno quali gli ACK. Esso dunque rappresenta il solo carico pagante (payload) associato alla trasmissione nell'unità di tempo così che mentre il Goodput rimane costante al passaggio dai vari strati di rete il throughput effettivo aumenta costantemente per effetto dell'aumento dell'overhead associato a ciascun protocollo di ciascuno strato. Spesso quindi il goodput relativo, cioè in rapporto al throughput, rappresenta una misura indiretta del carico di overhead trasportato dalla rete o anche una misura dell'efficienza di utilizzazione del canale offerta da un certo strato architetturale a mezzo del suo protocollo implementativo.
Spesso le prestazioni di un sistema di telecomunicazioni sono valutate in termini di throughput, ma a rigore ad esso andrebbero scalate le informazioni non utili per ottenere le prestazioni effettive.

## Esempi
| Technik                 | Frequenz in GHz | Modo trasferimento più veloce | Distanza coperta in m             | Velocità di trasferimento dati (rate "lordo") Teorico                                                  | Velocità di trasmissione (rate "netto") Effettiva |
| ----------------------- | --------------- | ----------------------------- | --------------------------------- | --- | ------------------------------------------------- |
| Fast Ethernet           | –               | –                             | 100                               | 100 MBit/s                                                                                             | 94 MBit/s                                         |
| Gigabit Ethernet        | –               | –                             | 100                               | 1 GBit/s                                                                                               | 940 MBit/s                                        |
| POF                     | –               | –                             | 30–50                             | 100 MBit/s                                                                                             | 94 MBit/s                                         |
| WLAN 802.11a            | 5               | 1x1                           | 10–120                            | 54 MBit/s                                                                                              | 5–25 MBit/s                                       |
| WLAN 802.11b            | 2,4             | 1x1                           | 10–140                            | 11 MBit/s                                                                                              | 1–4,4 MBit/s                                      |
| WLAN 802.11g            | 2,4             | 1x1                           | 10–300                            | 54 MBit/s                                                                                              | 5–25 MBit/s                                       |
| WLAN 802.11n            | 2,4             | 1x1 bis 4x4                   | 10–300                            | 150 MBit/s (40 MHz, 1 antenna) – 600 MBit/s (4x4 MIMO)                                                 | 5–240 MBit/s                                      |
| WLAN 802.11n            | 5               | 1x1 bis 4x4                   | 10–300                            | 150 MBit/s (40 MHz, 1 antenna) – 600 MBit/s (4x4 MIMO)                                                 | 5–240 MBit/s                                      |
| WLAN 802.11ac           | 5               | 1x1 bis 8x8                   | max. 50                           | 433 MBit/s (80 MHz, 1 antenna) – 1.300 MBit/s (80 MHz, 3x3 MIMO) o 6.900 MBit/s (160 MHz, 8x8 MU-MIMO) | max. fino a 660 MBit/s                            |
| WLAN 802.11ad           | 60              | 1x1                           | max. 10                           | fino a 6.700 MBit/s (2.000 MHz)                                                                        | ??                                                |
| PCI Express 3.0 x1      | –               | –                             | –                                 | 8 GBit/s                                                                                               | ca. 1 GByte/s                                     |
| FireWire 400            | –               | –                             | 4,5–14                            | 400 MBit/s                                                                                             | 240 MBit/s                                        |
| FireWire 800            | –               | –                             | 4,5–100                           | 800 MBit/s                                                                                             | 480 MBit/s                                        |
| FireWire S3200          | –               | –                             | 4,5–??                            | 3.200 MBit/s                                                                                           | 1.920 MBit/s                                      |
| SATA 6G                 | –               | –                             | –                                 | 6 GBit/s                                                                                               | 560 MByte/s                                       |
| Thunderbolt             | –               | –                             | 3 (elettrico) fino a 100 (ottico) | 20 GBit/s (2 canali, a canale 10 GBit/s)                                                               | ??                                                |
| Thunderbolt 2           | –               | PCIe 2.0 x4                   | ?                                 | 20 GBit/s (20 canali, ogni canale 1 GBit/s)                                                            | > 1,3 GByte/s                                     |
| Thunderbolt 3 /NVMe-SSD | –               | PCIe 3.0 x4                   | ?                                 | 40 GBit/s                                                                                              | > 3 GByte/s                                       |
| USB 1.0/1.1             | –               | LowSpeed – FullSpeed          | 2–5                               | 1,5–12 MBit/s                                                                                          | 0,825–6,6 MBit/s                                  |
| USB 2.0                 | –               | HighSpeed                     | 2–5                               | 480 MBit/s                                                                                             | bis 280 MBit/s                                    |
| USB 3.0 (USB 3.1 Gen 1) | –               | SuperSpeed                    | 3                                 | 5 GBit/s                                                                                               | 480 MByte/s (3,84 GBit/s)                         |
| USB 3.1 (USB 3.1 Gen 2) | –               | SuperSpeedPlus                | 3                                 | 10 GBit/s                                                                                              | > 900 MByte/s (7,2 GBit/s)                        |